# Olympische Winterspiele 1998/Teilnehmer (Indien)
| Gelbes Symbol für Goldmedaillen mit stilisierten Olympischen Ringen | Graues Symbol für Silbermedaillen mit stilisierten Olympischen Ringen | Braundes Symbol für Bronzemedaillen mit stilisierten Olympischen Ringen |
| ------------------------------------------------------------------- | --------------------------------------------------------------------- | ----------------------------------------------------------------------- |
| —                                                                   | —                                                                     | —                                                                       |

Indien nahm an den Olympischen Winterspielen 1998 im japanischen Nagano mit einem Athleten teil.
Es war die fünfte Teilnahme Indiens bei Olympischen Winterspielen.

## Flaggenträger
Der Rennrodler Shiva Keshavan trug die Flagge Indiens während der Eröffnungsfeier im Olympiastadion.

## Teilnehmer nach Sportarten

### Rennrodeln
| Teilnehmer     | 1. Lauf  | 1. Lauf | 2. Lauf  | 2. Lauf | 3. Lauf  | 3. Lauf | 4. Lauf  | 4. Lauf | gesamt       | gesamt |
| Teilnehmer     | Zeit     | Platz   | Zeit     | Platz   | Zeit     | Platz   | Zeit     | Platz   | Zeit         | Platz  |
| -------------- | -------- | ------- | -------- | ------- | -------- | ------- | -------- | ------- | ------------ | ------ |
| Shiva Keshavan | 52,315 s | 29      | 52,127 s | 29      | 52,043 s | 28      | 51,900 s | 27      | 3:28,385 min | 28     |